# Superestructura (ingeniería)

Localización de la superestructura de un portaaviones; en estos buques en particular, la superestructura recibe la denominación de isla.

En ingeniería, se denomina superestructura a la parte superior de un conjunto estructural. 
Por ejemplo, en ingeniería naval, se entiende por tal la estructura que está por encima de la cubierta de un barco, que el caso particular de los portaaviones se denomina isla, y en el de los submarinos vela. 

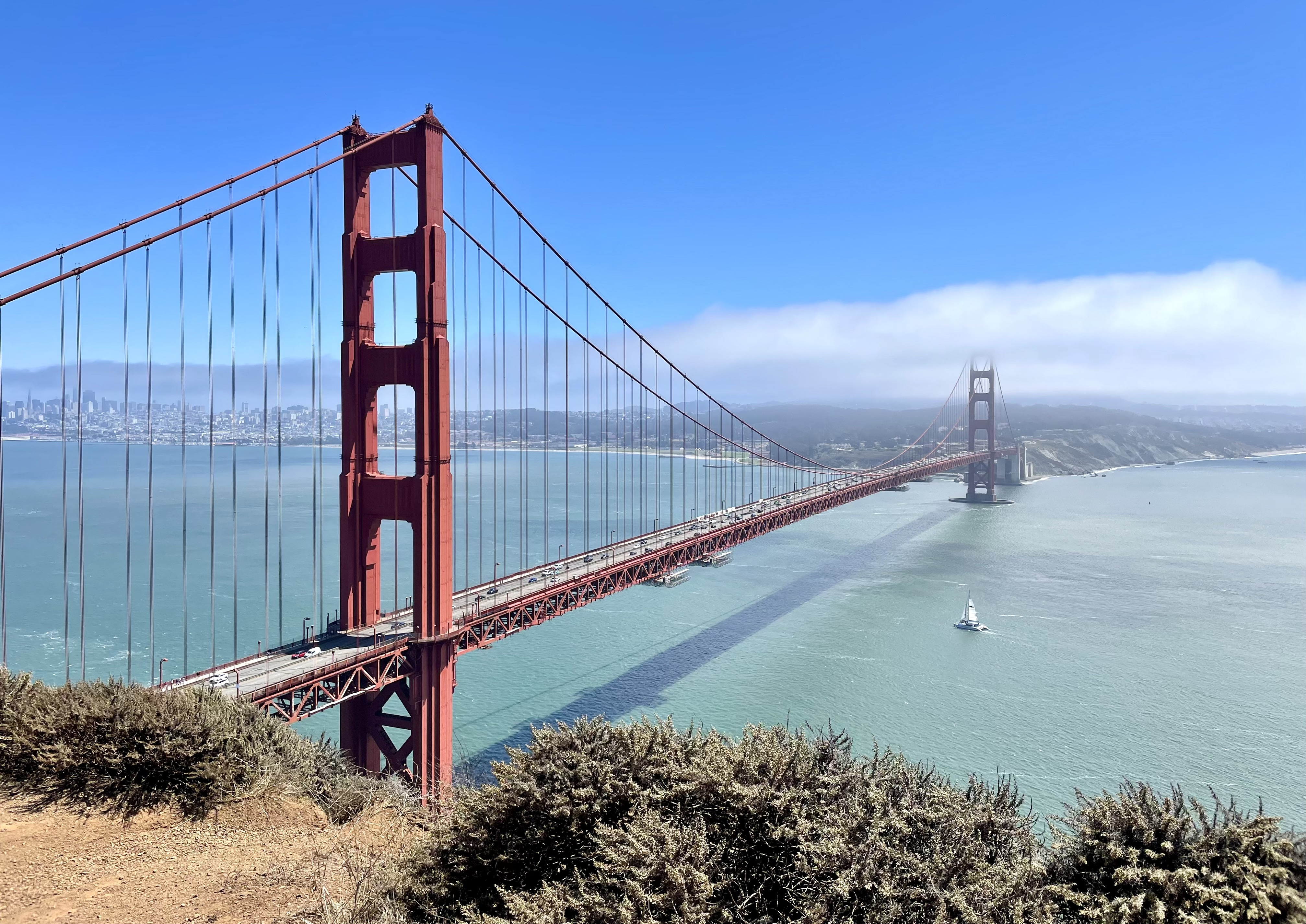
Superestructura

En ingeniería de caminos, en los puentes la superestructura es la parte estructural que está por encima de las columnas u otros elementos de apoyo, como por ejemplo puede ser la parte que hay justo por debajo de la calzada de tránsito de vehículos.